# Little Computer People
Little Computer People est un jeu vidéo de simulation de vie sorti en 1985 et édité par Activision, développé par David Crane, Rich Gold, James Wickstead Design Associates, aux États-Unis. Le jeu est sorti sur Commodore 64, Amstrad CPC, Atari ST, ZX Spectrum et Apple II. Une version Amiga est sortie en 1987. Une version Famicom Disk System publiée au Japon par Square existe aussi.

## Système de jeu
Il n'y a pas de condition de victoire et l'on n'a presque aucune influence sur la vie de l'unique personnage masculin. Une vue de côté permet de contempler les 3 étages de la maison. Le personnage mène une vie normale, c’est-à-dire regarde la télévision, mange, nourrit le chien… Il est possible d'interagir avec lui en remplissant le réfrigérateur, en entrant de simples commandes, et même en jouant au poker ou en lui offrant des cadeaux. Lors de certaines occasions, il peut entrer en contact de lui-même, invitant le joueur à une partie de poker, ou bien en s'installant à sa machine à écrire pour envoyer ses doléances (sentiments et besoins).
Sur chaque copie du jeu (des disquettes) était généré un personnage au caractère unique, ainsi chacun avait son propre "ami", si attachant qu'il a fallu développer un outil de transfert de cerveau pour les disquettes endommagées, les gens réclamant leur 'Brian'.
Bien que peu populaire à son époque, il est clair que ce fut un grand précurseur du jeu le plus vendu de l'histoire vidéo-ludique Les Sims.

## Accueil
Le jeu est l'une des entrées de l'ouvrage Les 1001 jeux vidéo auxquels il faut avoir joué dans sa vie.